# Forno de cal

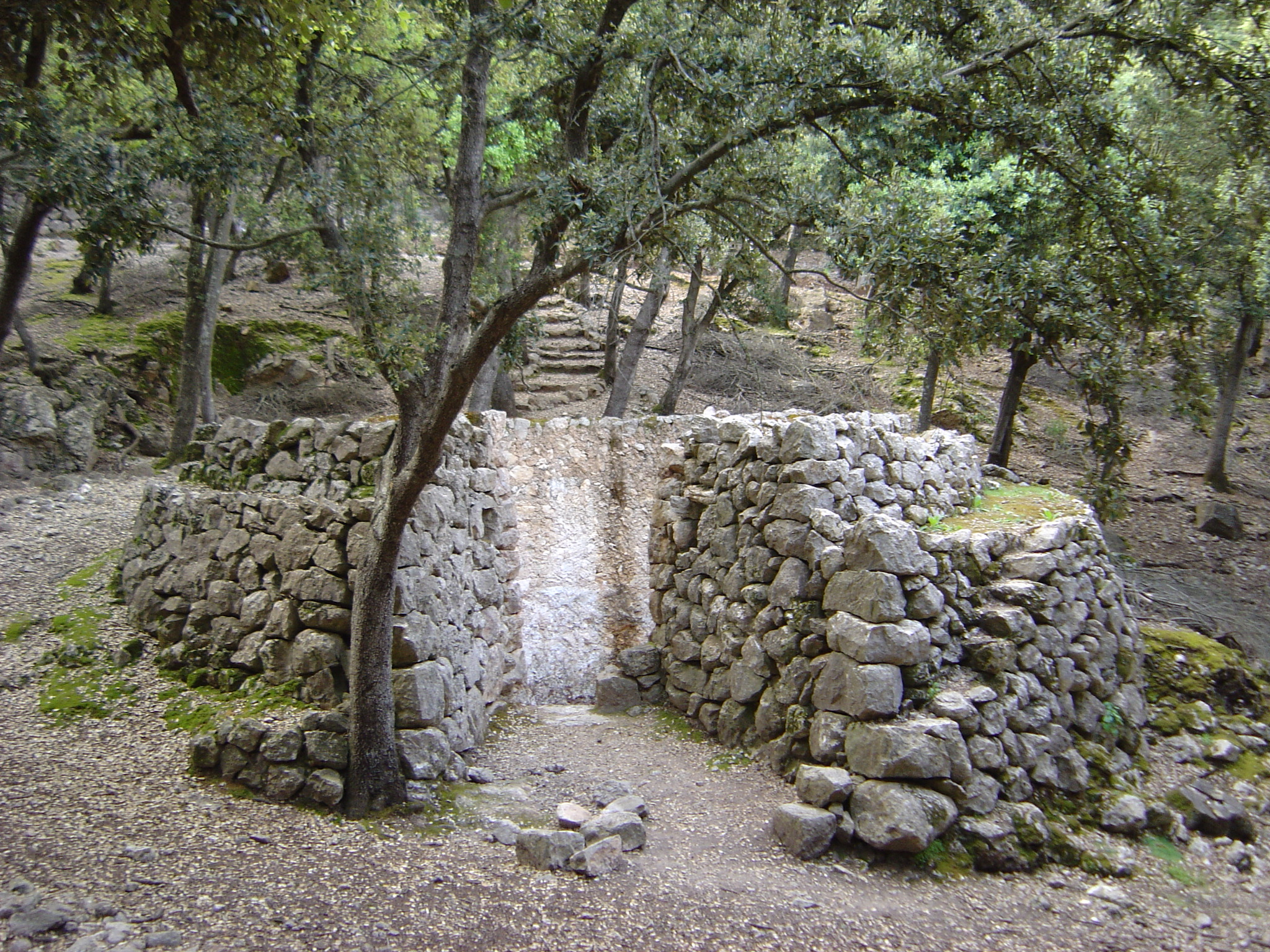
Restos de um forno de cal na Sierra de Tramontana (Maiorca).

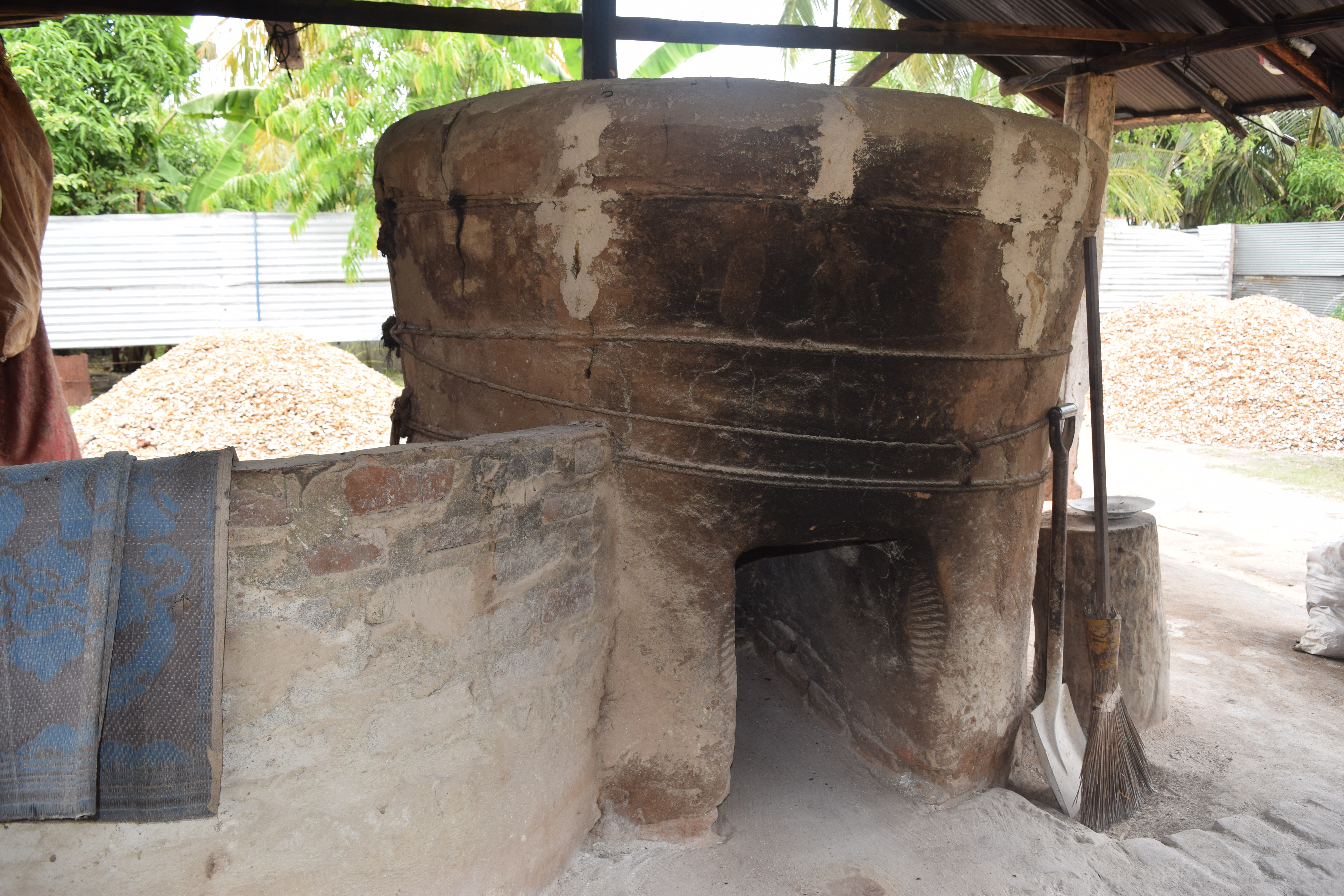
Forno de cal tradicional do Sri Lanka

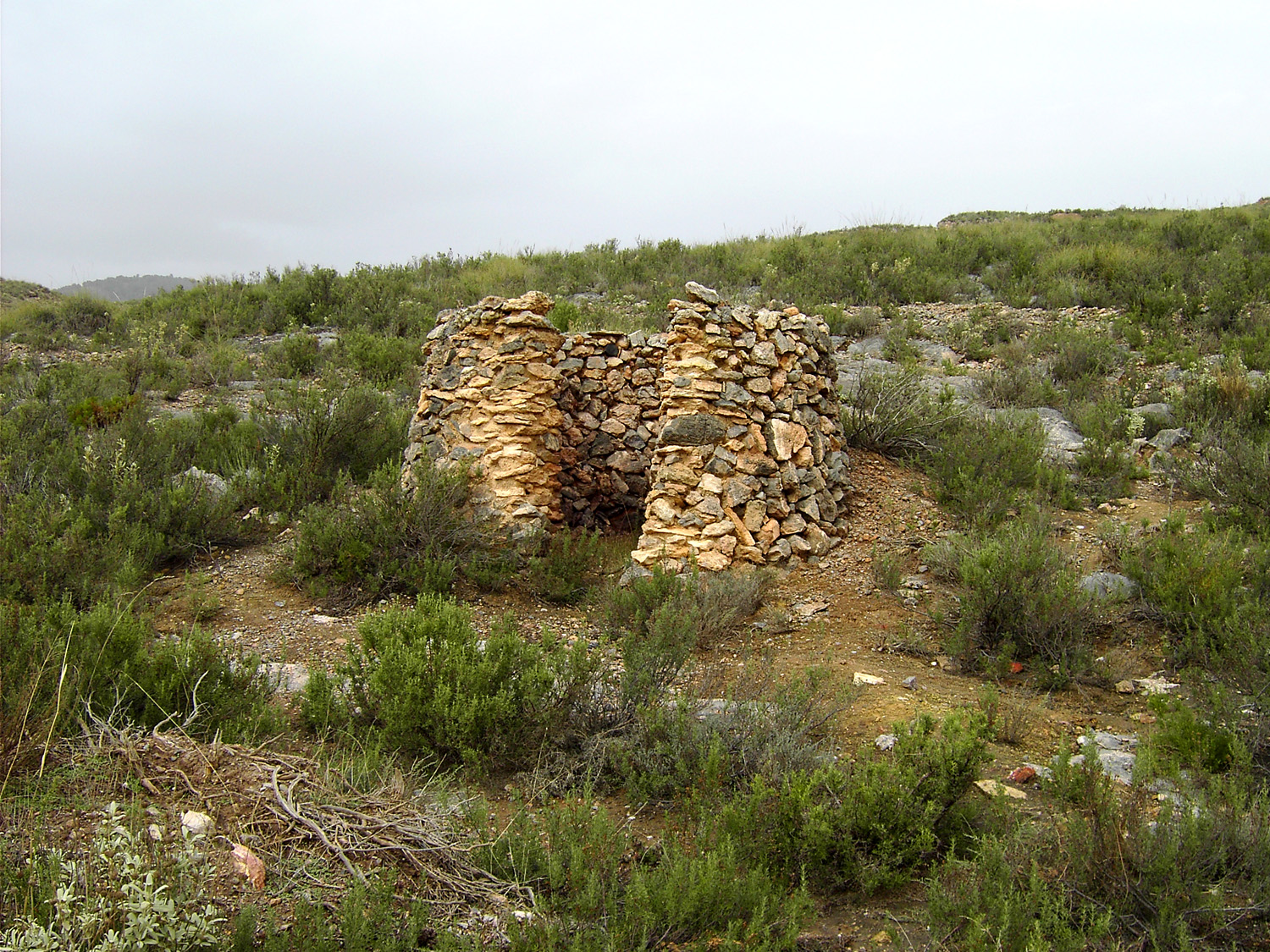
Restos de de um forno de cal em Almocita (Almeria).

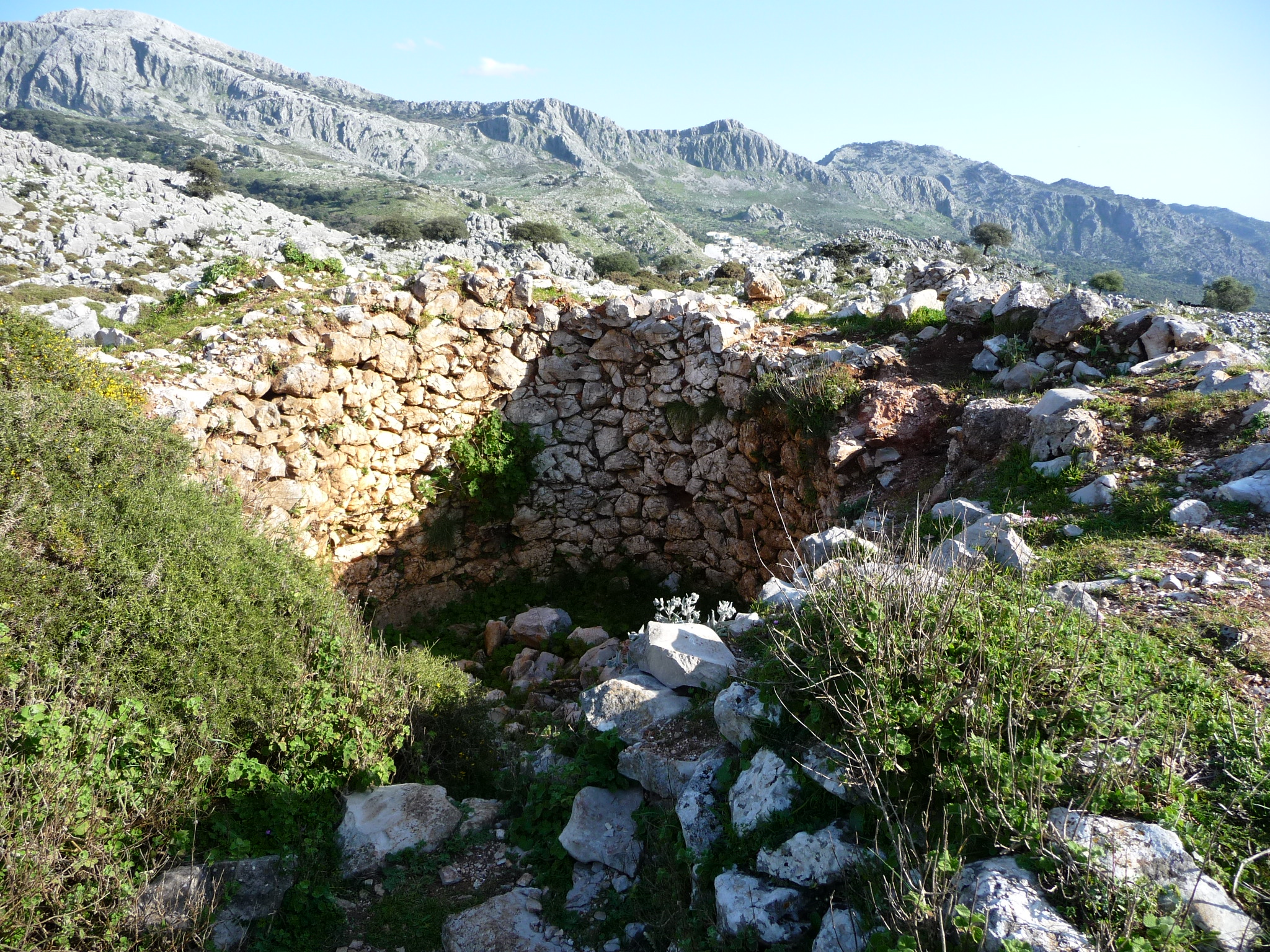
Forno de cal em Grazalema.

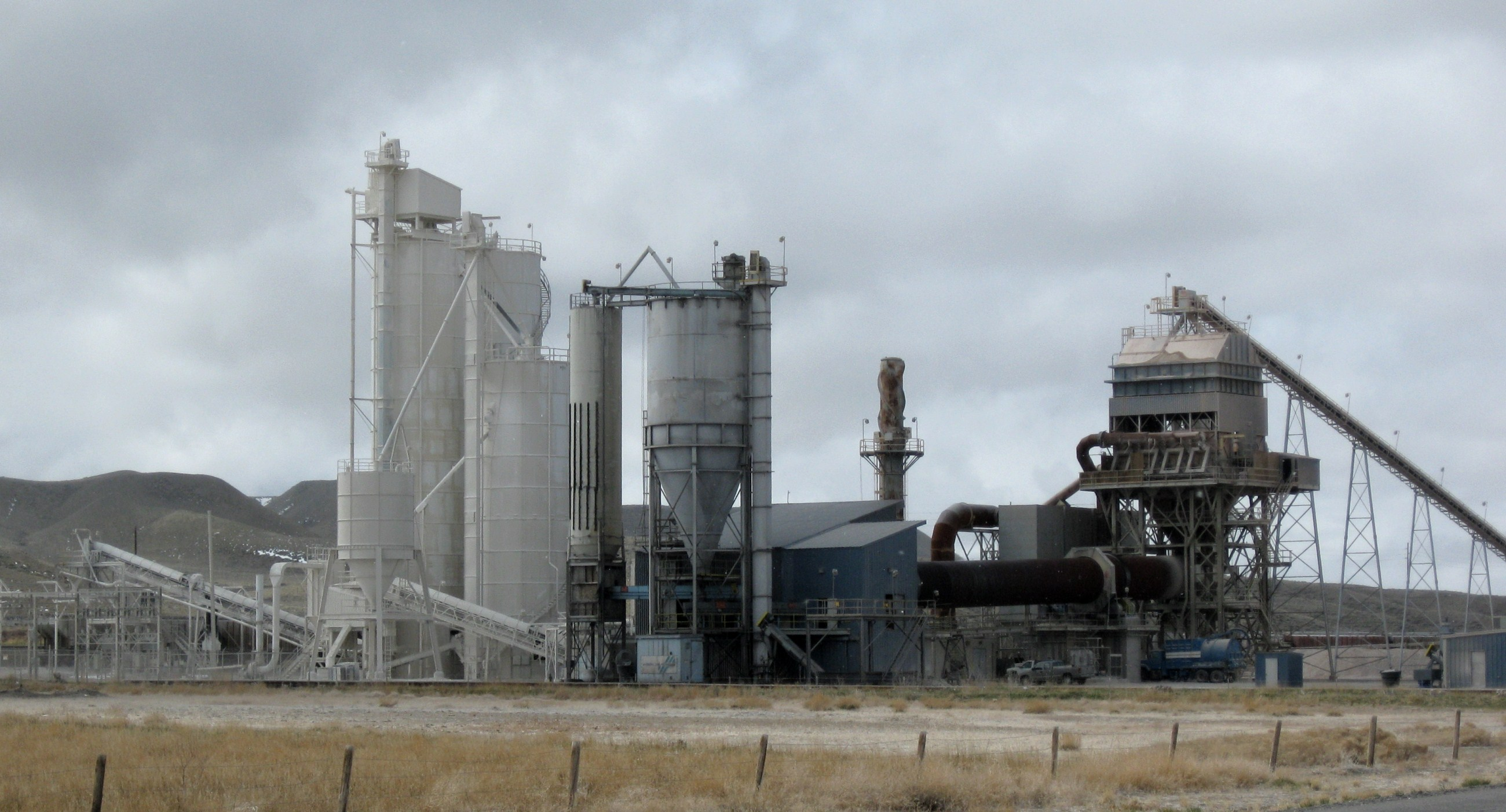
Moderno forno de cal rotativo com pré-aquecimento (Wyoming, 2010).

Forno de cal (ou forno da cal ou caleiro) são fornaças destinadas à produção de cal viva (óxido de cálcio) pela decomposição térmica de calcário por calcinação. As estruturas mais antigas, particularmente na região mediterrânica da Europa e do Norte de África, utilizavam lenha como combustível, sendo progressivamente substituídos nas regiões mais industrializadas por fornos alimentados a carvão mineral.  Estes fornos estiveram em produção no sul da Europa até meados do século XX, sendo substituídos pela produção industrial de cal em fornos rotativos.

## Descrição
A cal viva reage violentamente, gerando grande quantidade de calor, quando em contacto com água, o que dificultava o seu transporte por navio, e mesmo por terra, dado o risco de se molhar acidentalmente. Sendo um material essencial para a construção, a solução foi importar pedra calcária, que é quimicamente estável, e fazer localmente a calcinação, recorrendo a estes fornos alimentados a lenha.
Durante a calcinação ocorre a seguinte reação química:
CaCO3 + calor → CaO + CO2
O calcário era colocado em camadas alternadas com grande quantidade de lenha, sendo o topo do forno aberto para evitar a formação de vapor que estragaria a cal viva. A pira assim construída era deixada arder durante cerca de 6-7 dias, sendo as camadas de cal viva produzidas cuidadosamente retiradas após arrefecimento. A calcinação ocorria a temperaturas entre 900 °C (em que a pressão parcial de CO2 é de 1 atmosfera) e 1000 °C (em que a pressão parcial de CO2 é 3,8 atmosferas), sendo preferidas as temperaturas mais altas pois a reação produzia-se com maior rapidez. A temperatura excessiva era cuidadosamente evitada porque produz cal não reativa, designada pelos caleiros como "cal queimada".
A cal produzida era hidratada, geralmente no local de uso final, pela junção de água:
CaO (s) + H2O (l) → Ca(OH)2 (aq) + calor
A solução aquosa produzida era utilizada na preparação de argamassas mas, sobretudo para caiar paredes. O processo da caiação, realizado por profissionais designados por caiadores, utilizava fórmulas de preparação da cal que eram em muitos casos guardadas como segredo dos mestres.
As fórmulas mais conhecidas consistiam em juntar lentamente a água, deixando-a ferver, adicionando depois sebo ou sabão azul e branco. Para caiação era frequente a adição de anil, que servia para branquear a cal, por vezes dando-lhe um tom ligeiramente azulado quando fresca.

## Galeria

Fornos de cal de Portugal e Brasil
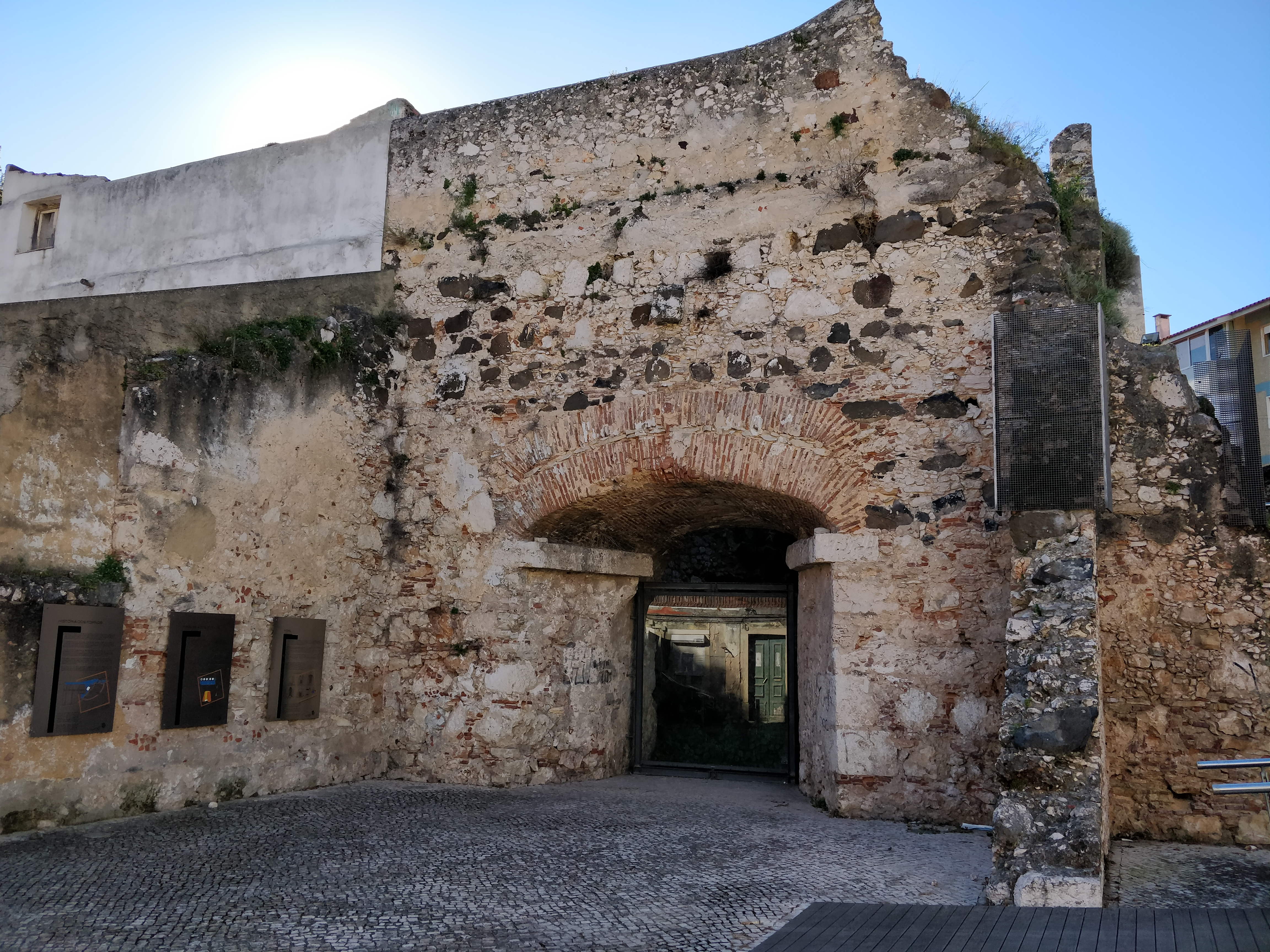
Fornos de Cal em Oeiras, Portugal
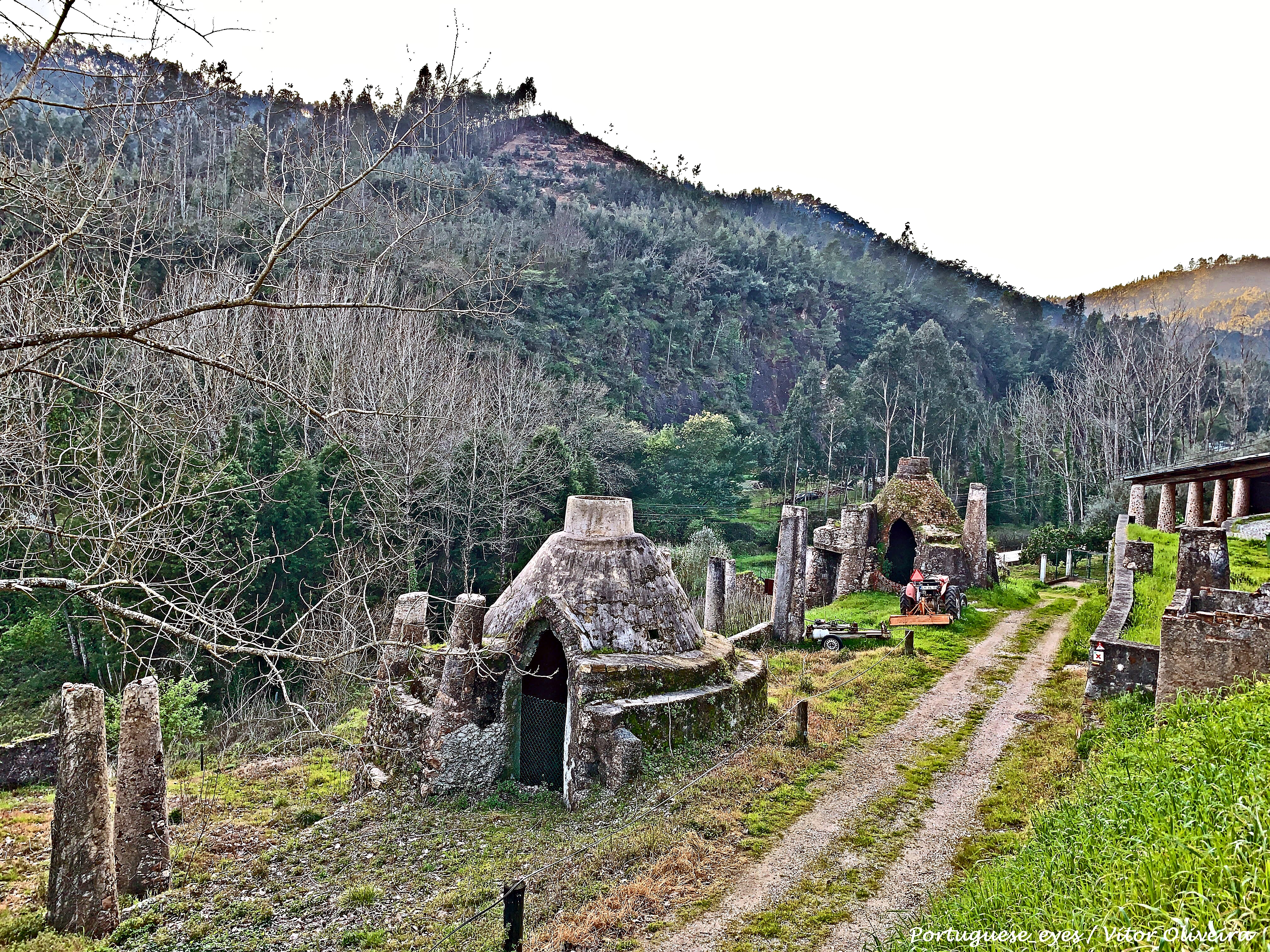
Fornos de cal em Penacova, Portugal.
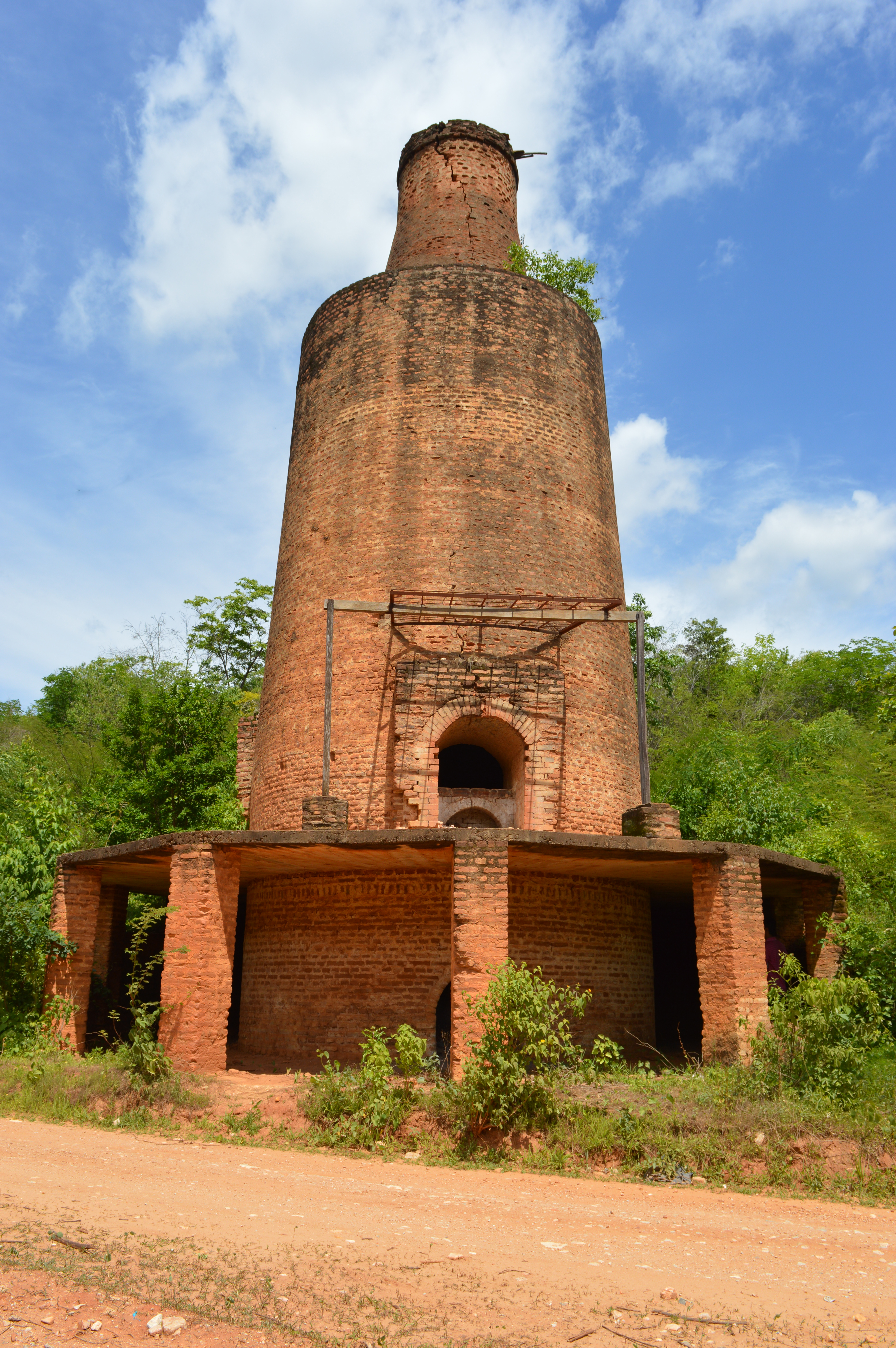
Forno de cal em Farias Brito, Ceará, Brasil.
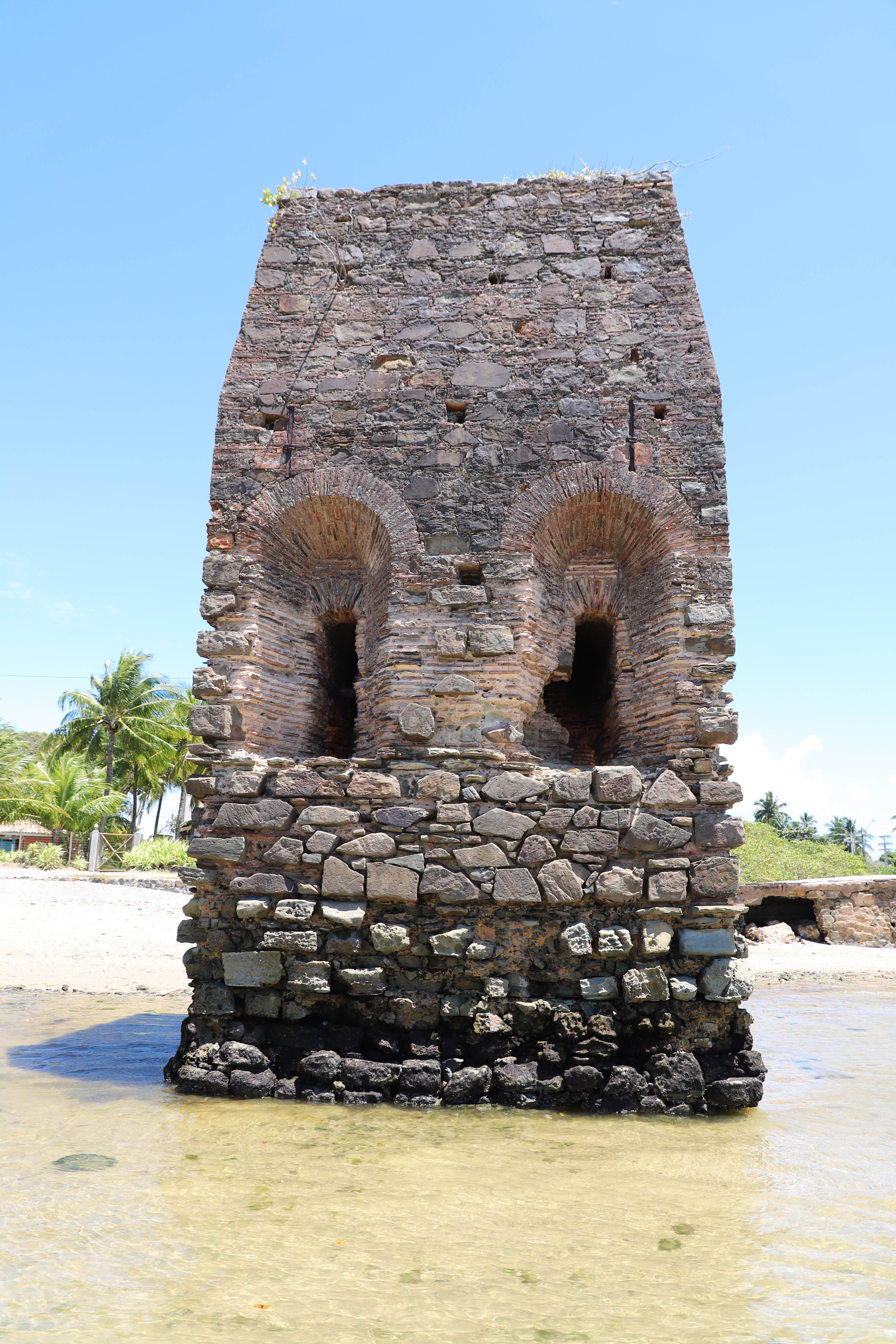
Forno de cal em Vera Cruz, Bahia, Brasil.

Fornos de cal do Reino Unido
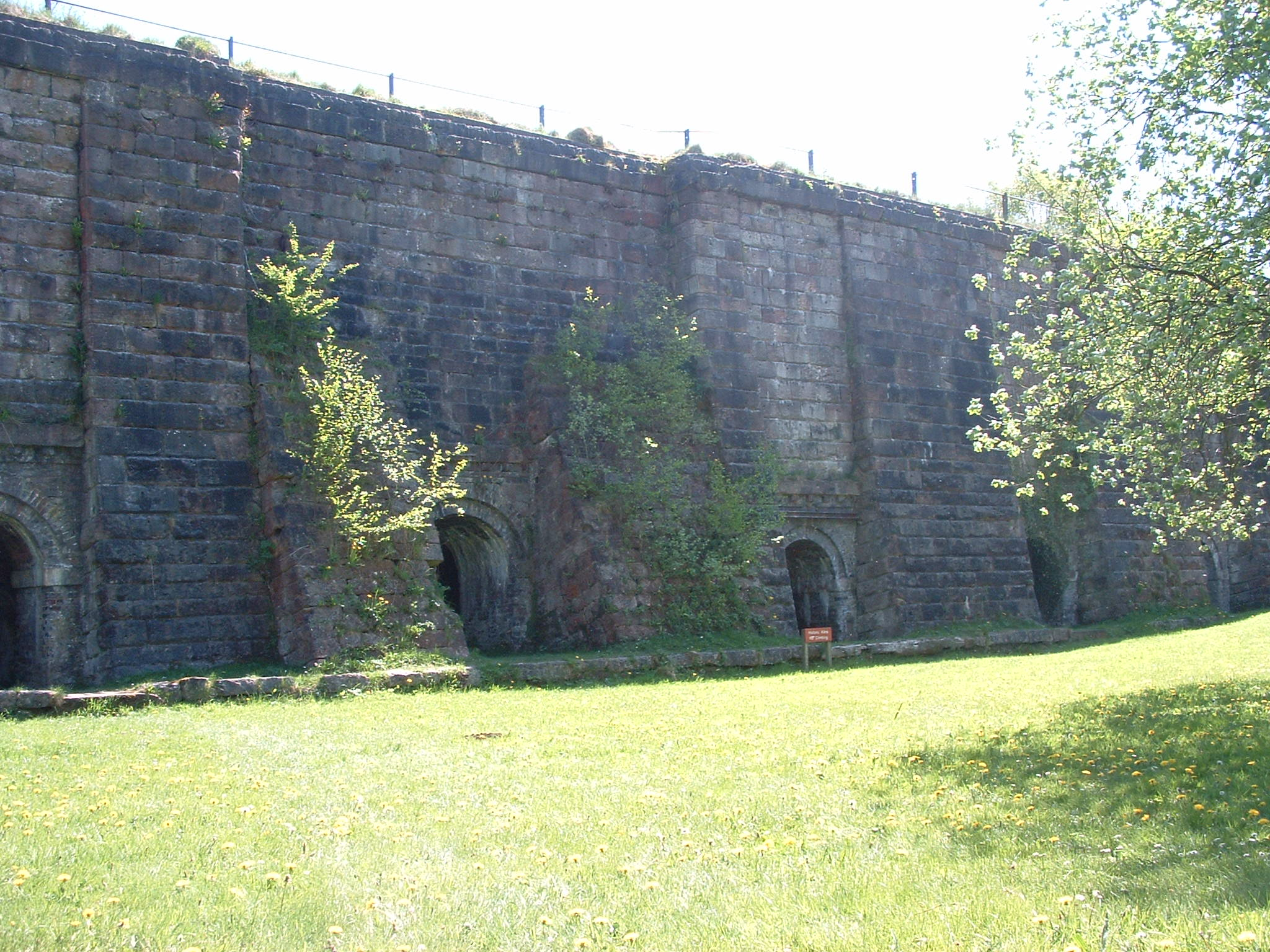
Fornos de cal em Froghall.
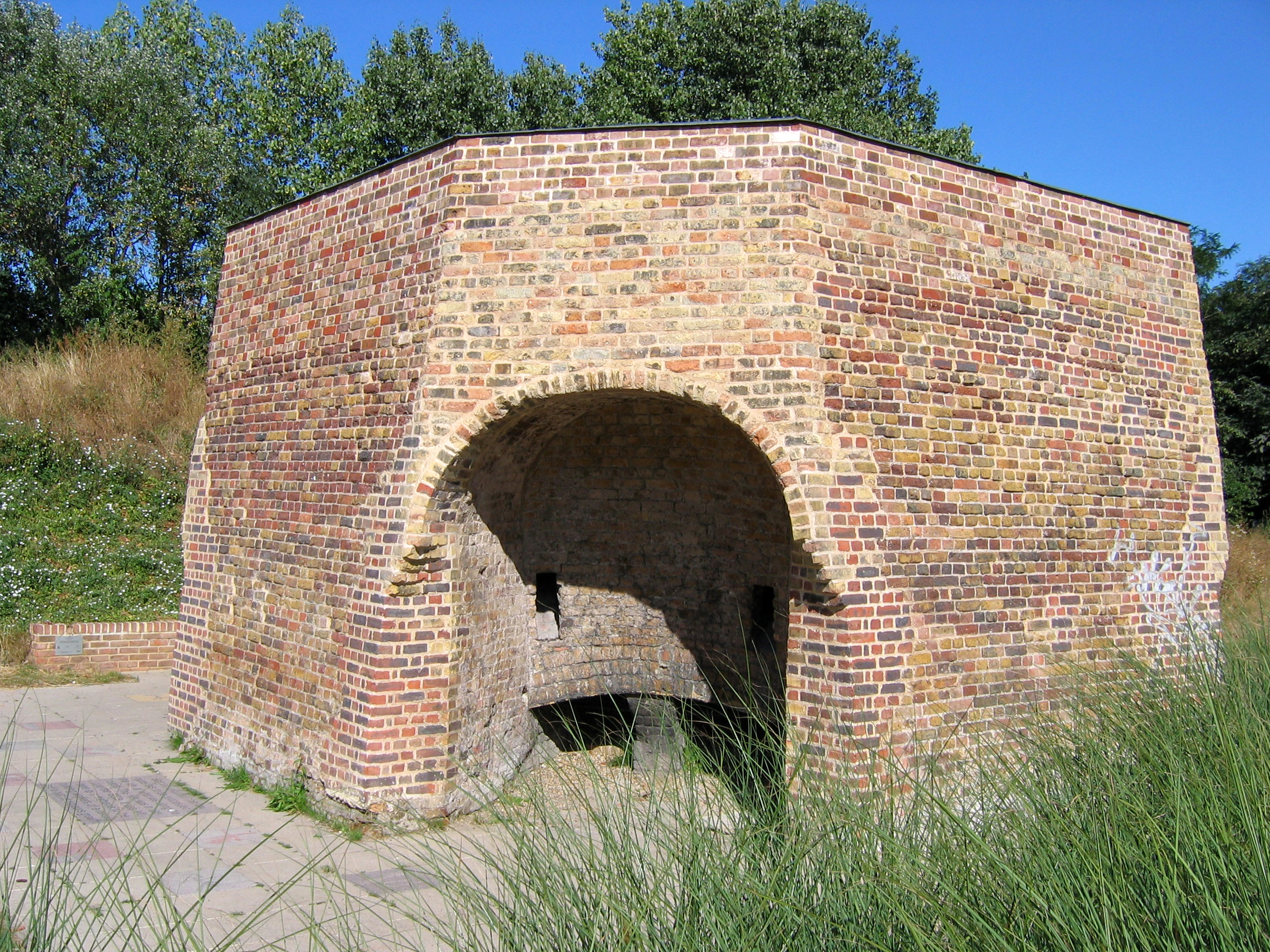
Forno de cal em  Burgess Park, Londres.
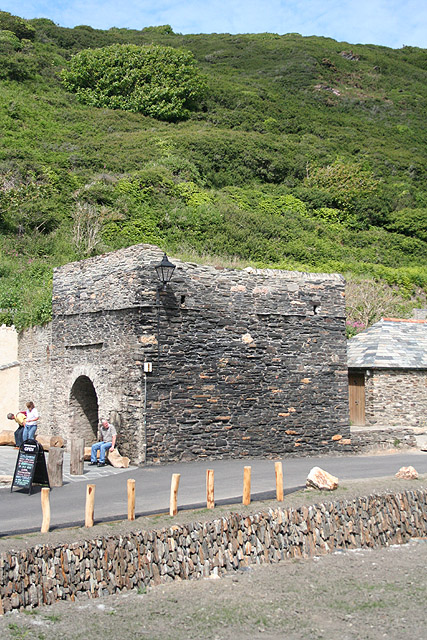
Forno de cal em Boscastle, Cornwall.
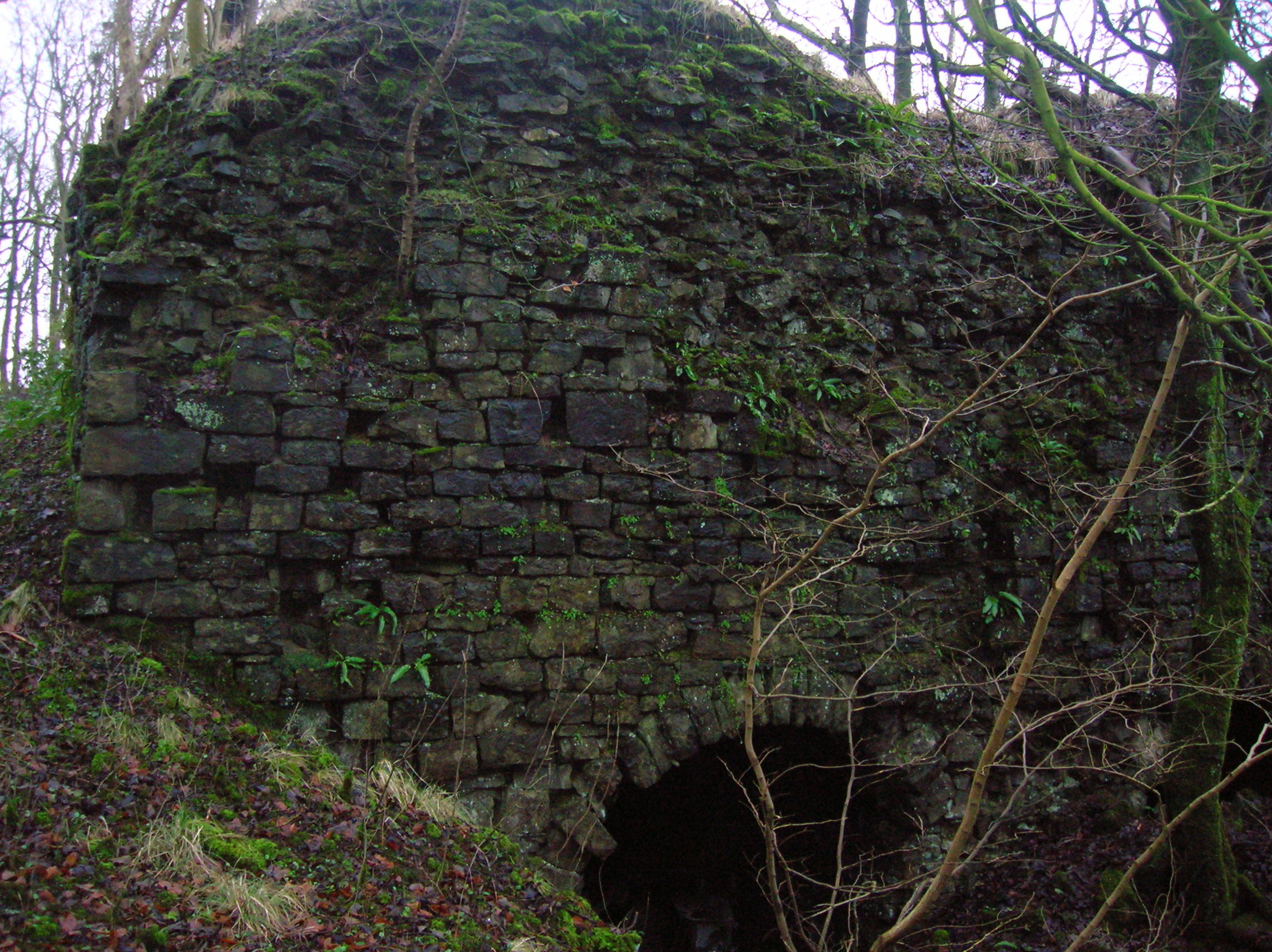
Forno de cal em  Broadstone, Beith, Ayrshire.
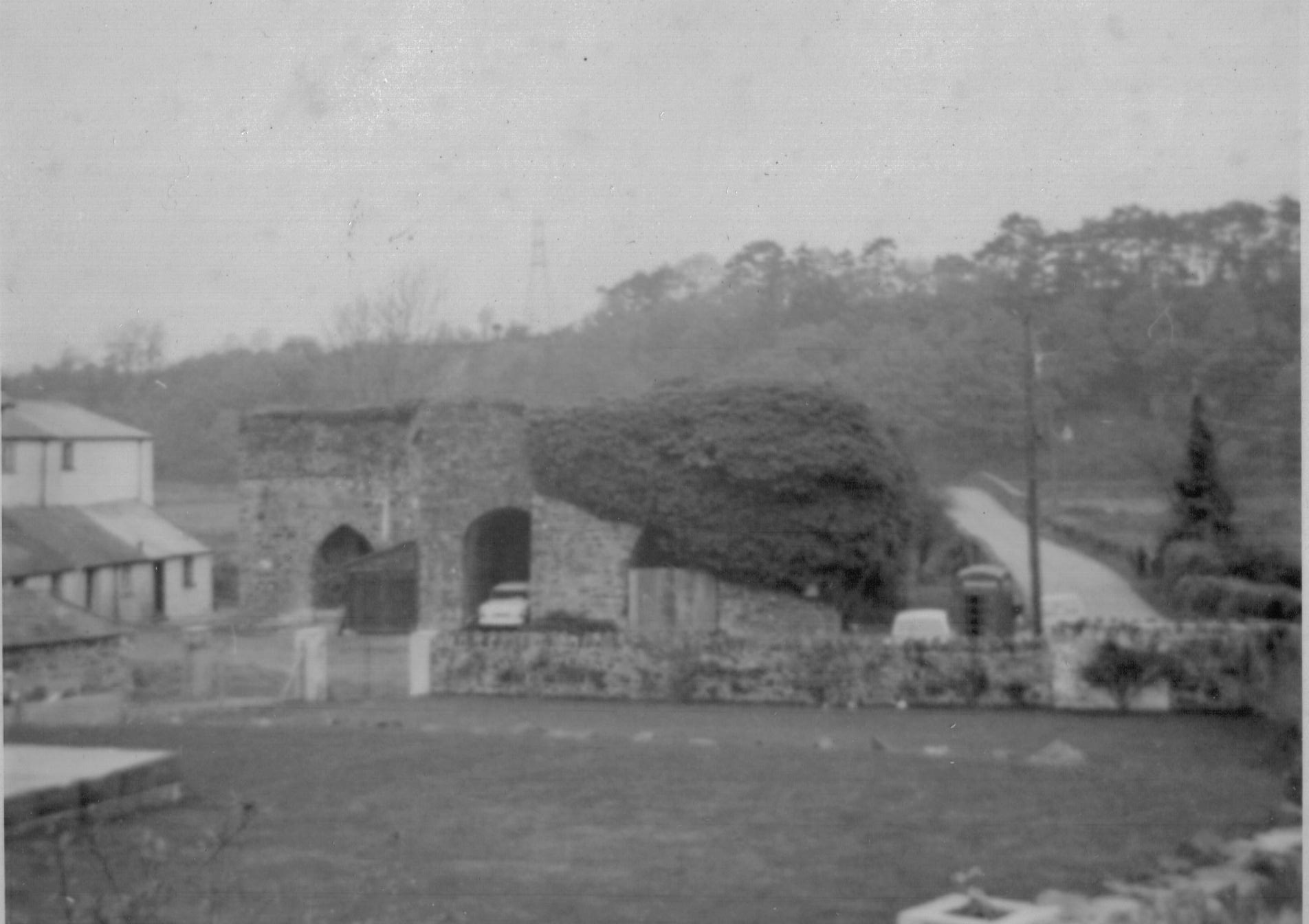
O Annery kiln em Devon, England.
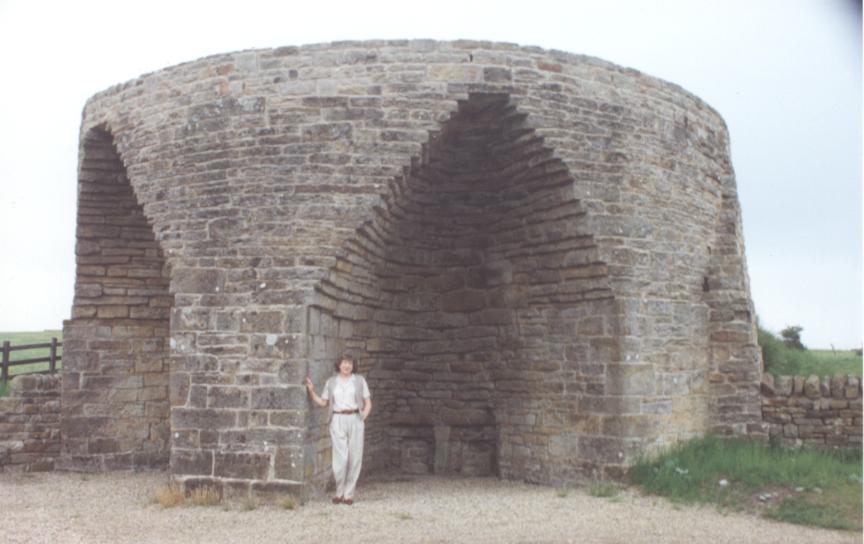
Large 19th-century single limekiln at Crindledykes near Housesteads Northumbria.
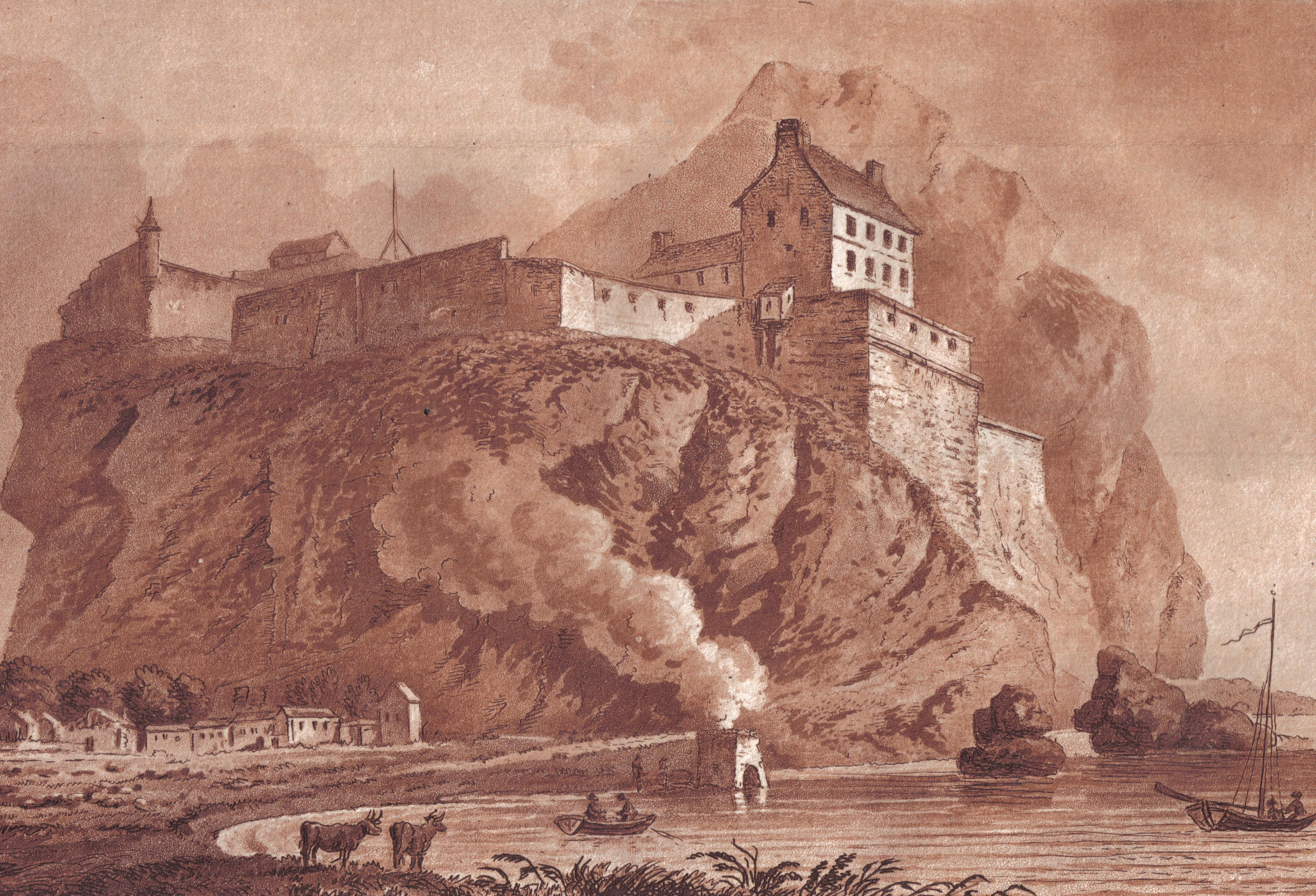
Dumbarton castle in 1800 and functioning lime kiln with smoke in the foreground.

Fornos de cal da Austrália
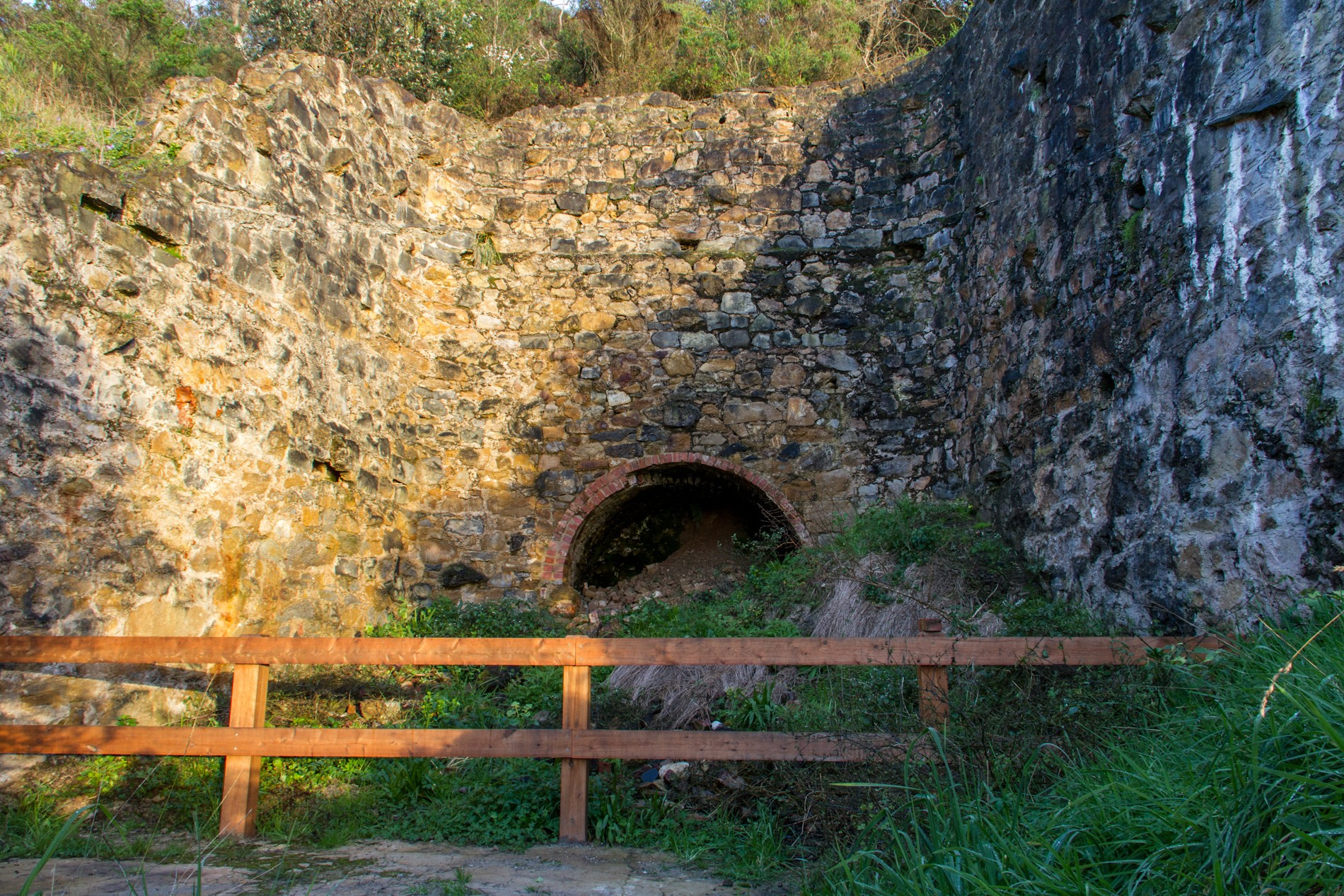
Fornos de cal em Walkerville, Victoria, Australia
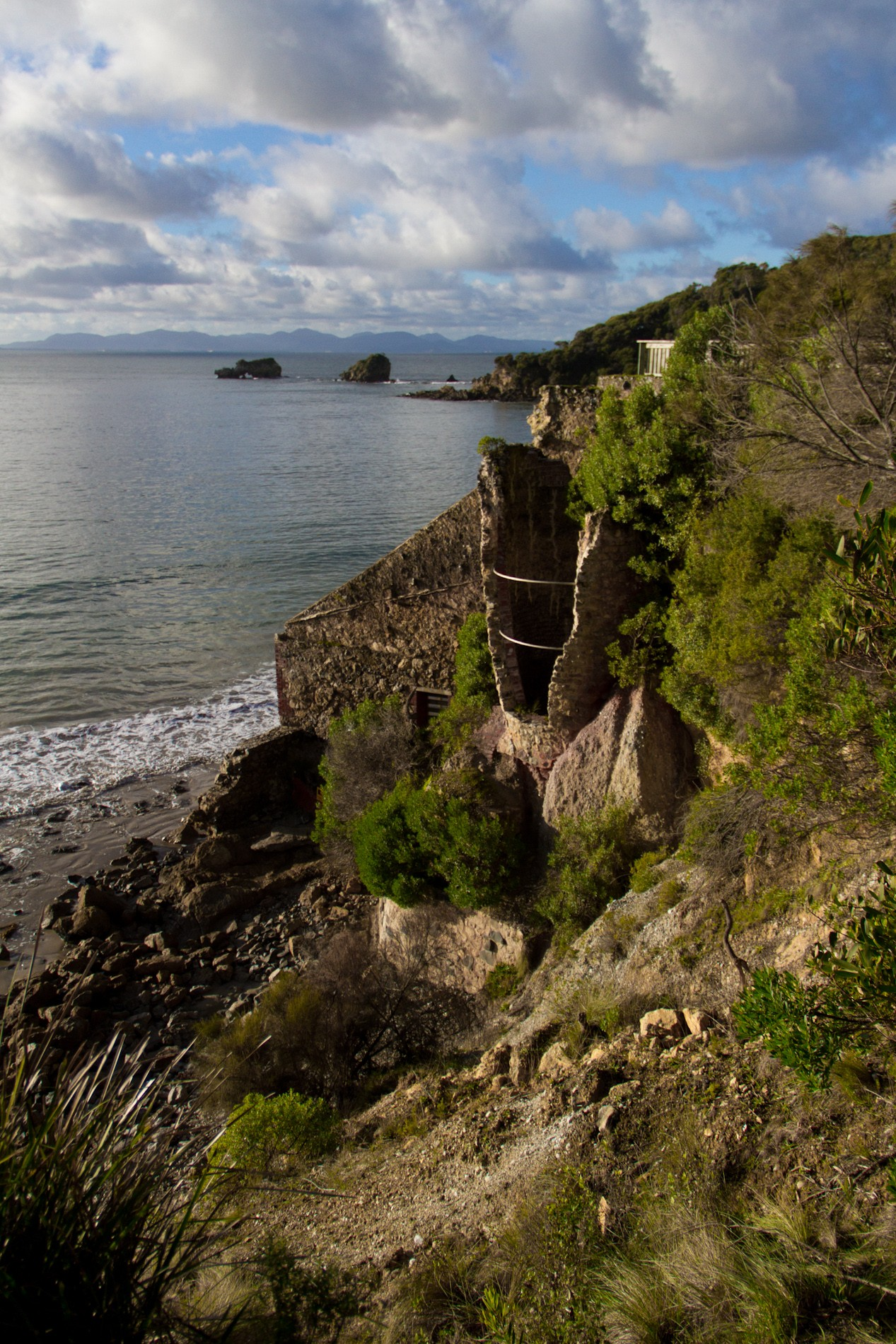
Fornos de cal em Walkerville, Victoria, Australia
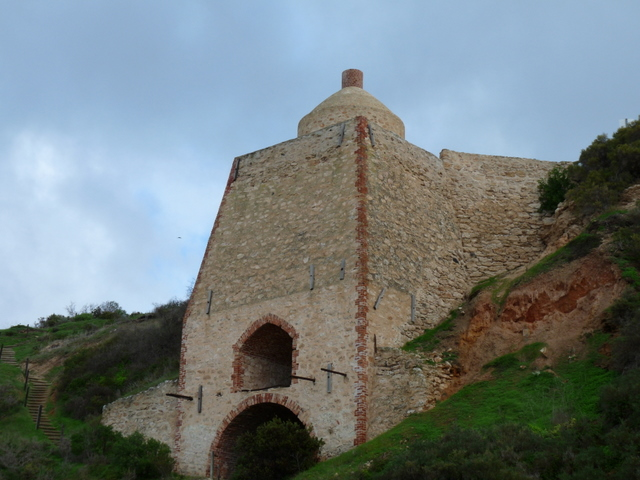
Fornos de cal em Wool Bay, South Australia

Fornos de cal da Ucrânia
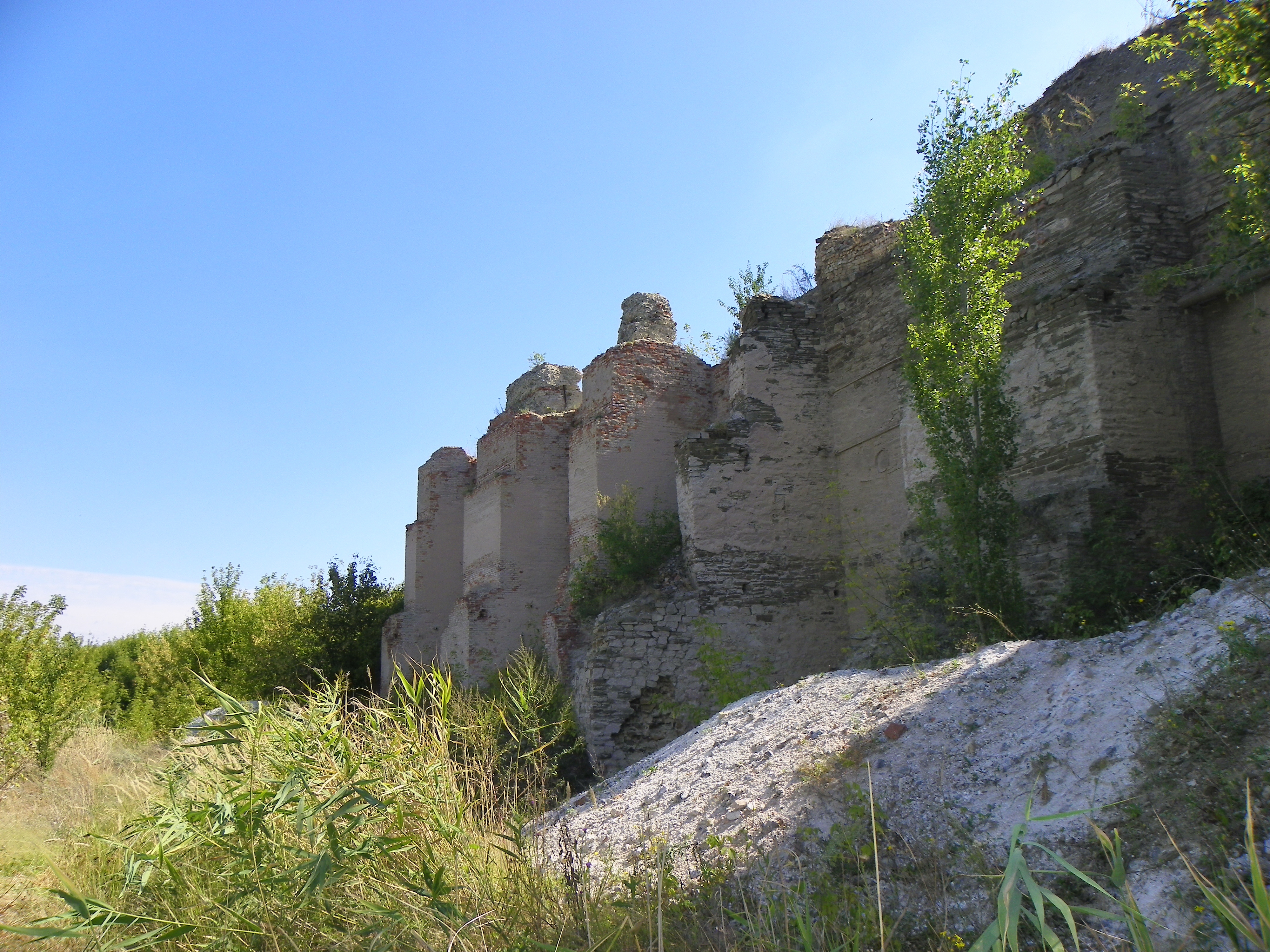
Fornos de cal em Manzhykiv Kut, Ucrânia
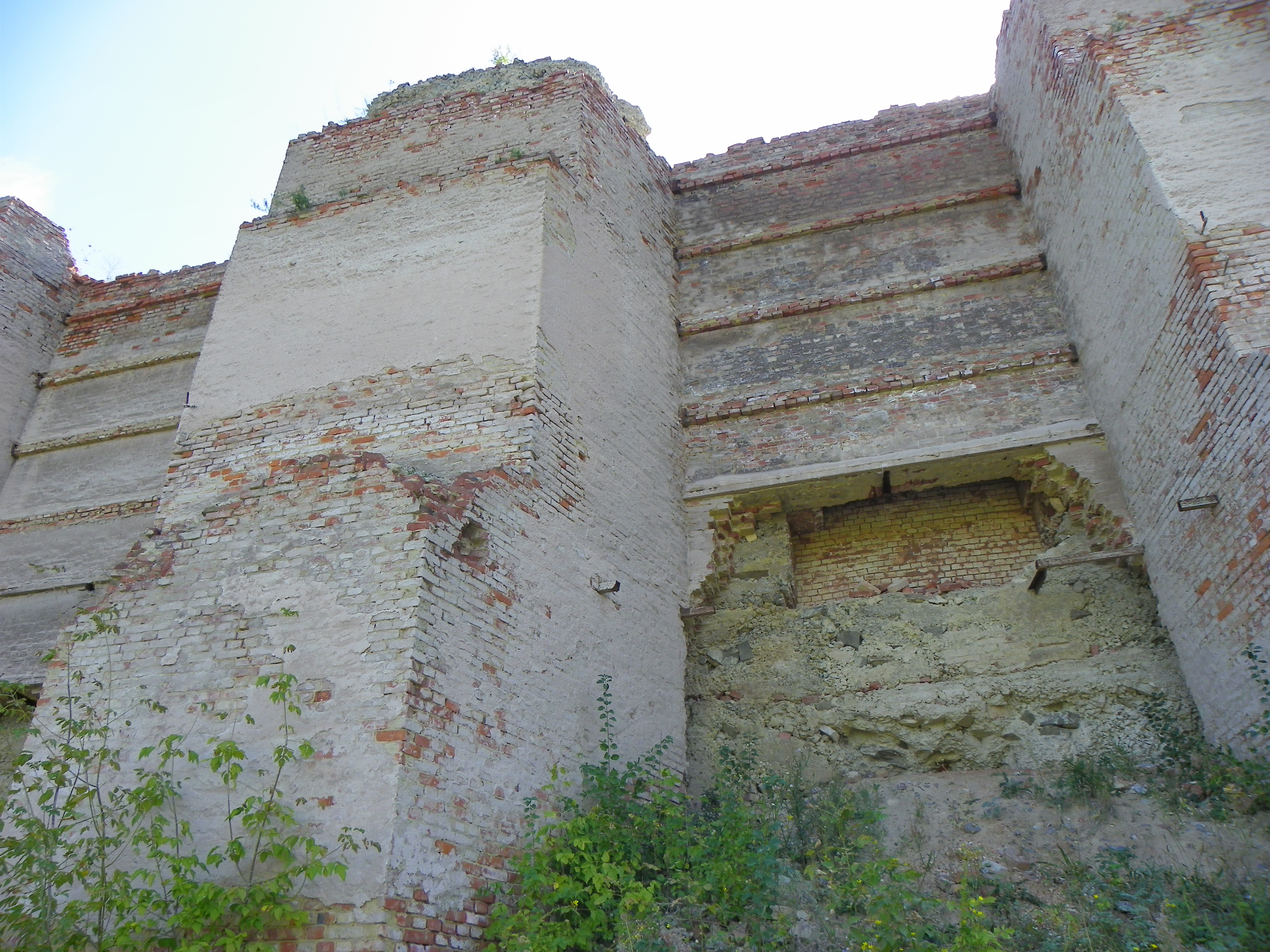
Fornos de cal em Manzhykiv Kut, Ucrânia
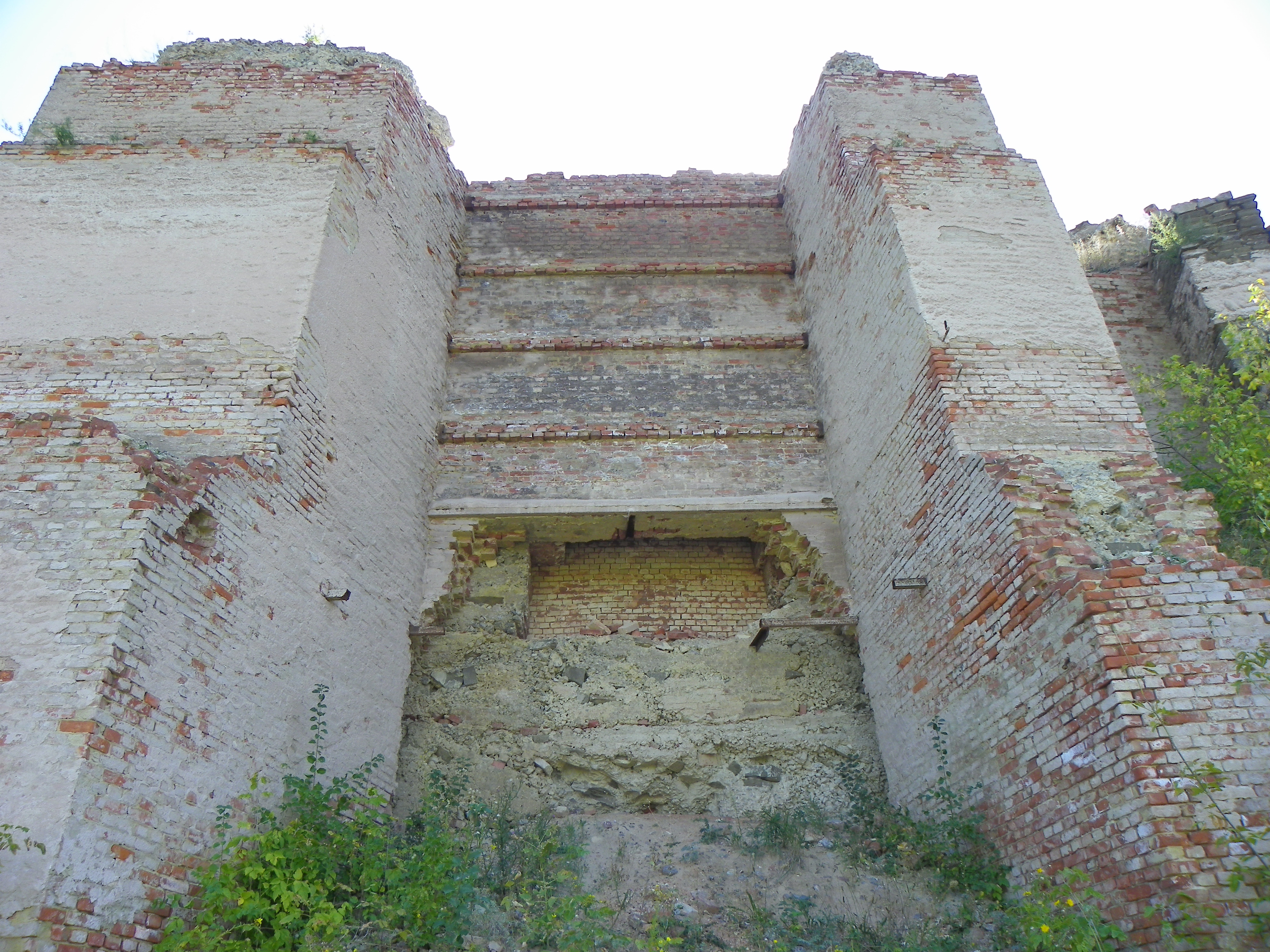
Fornos de cal em Manzhykiv Kut, Ucrânia
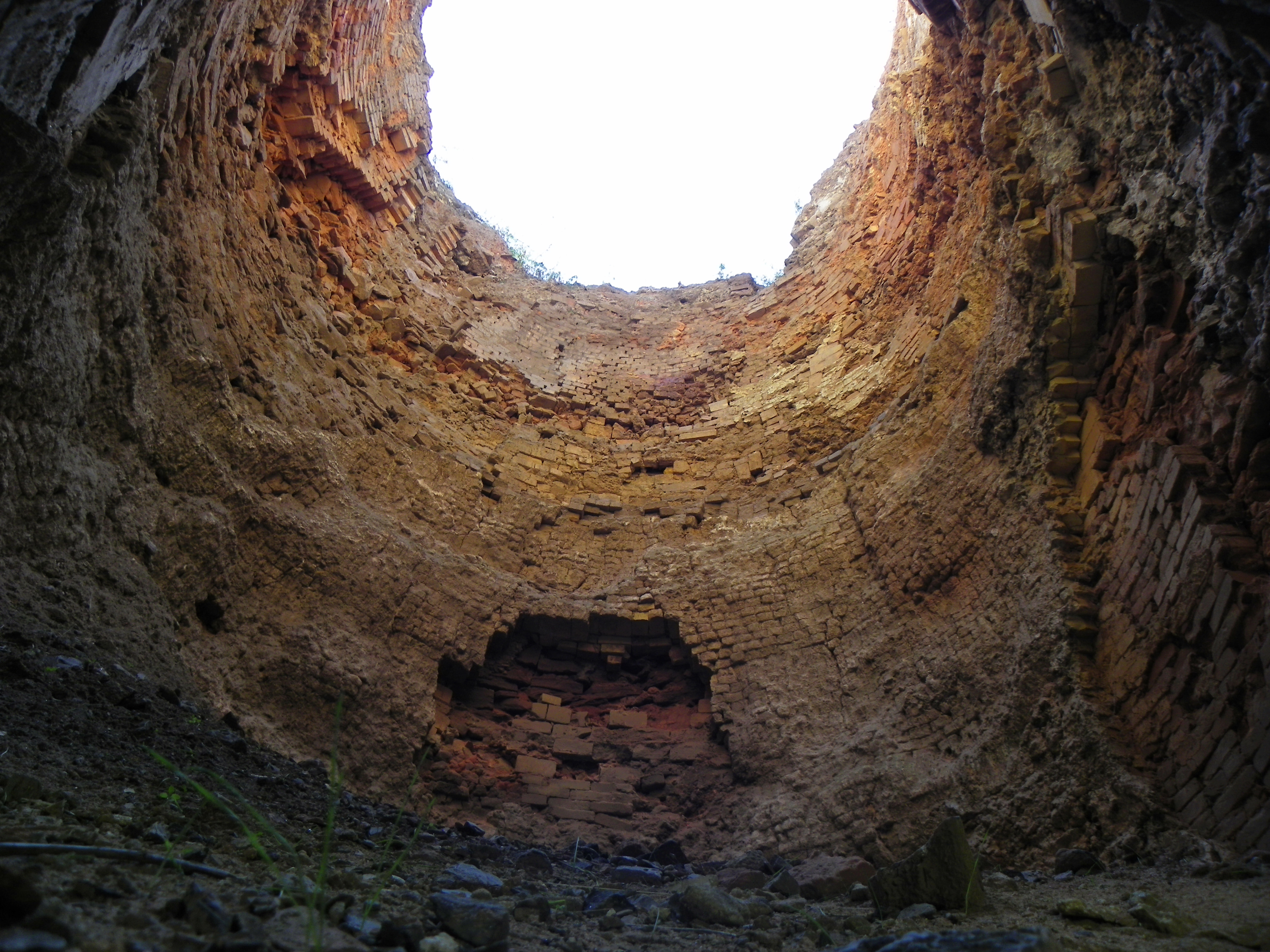
Fornos de cal em Manzhykiv Kut, Ucrânia

Fornos de cal de outras regiões
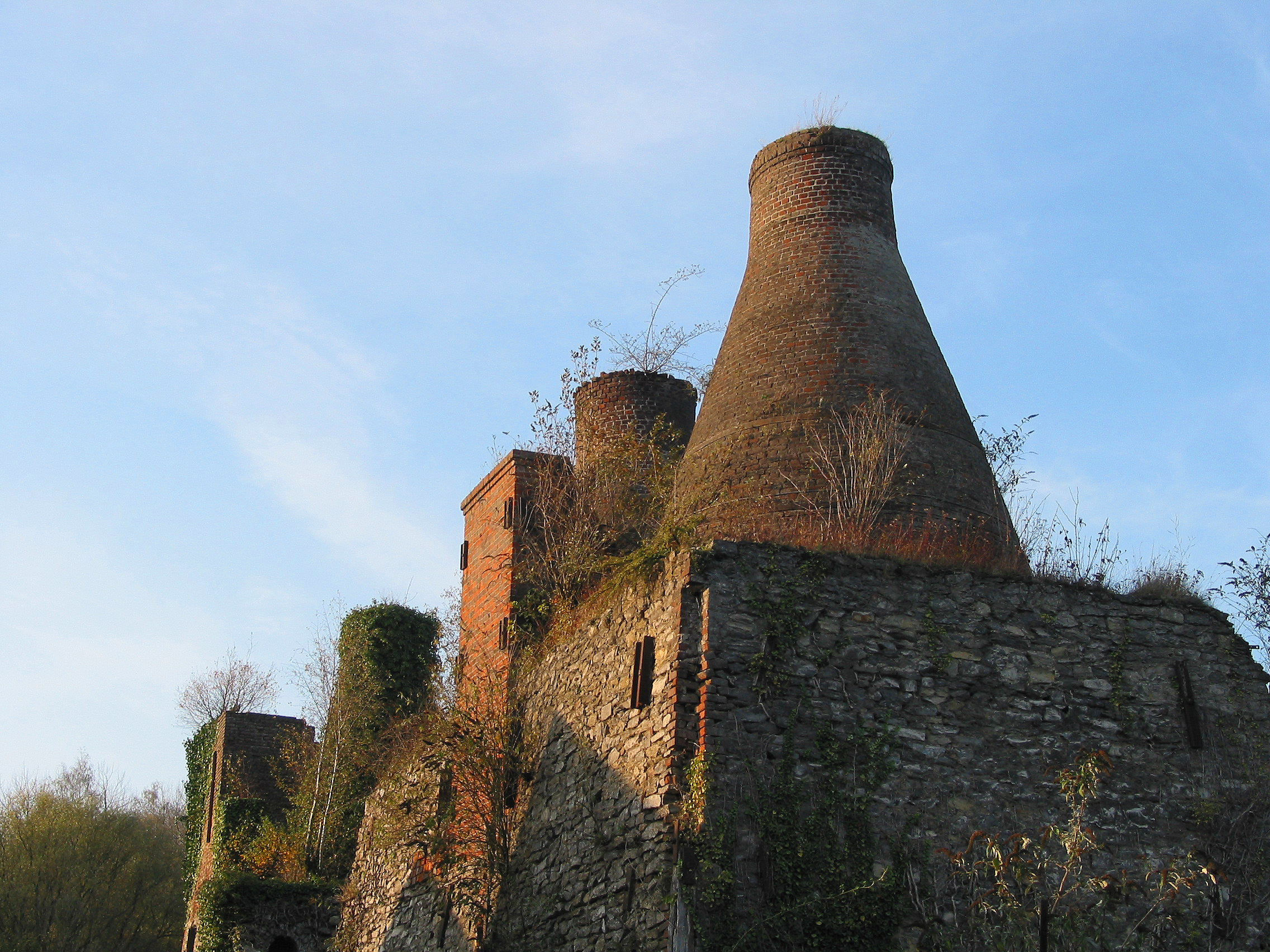
Fornos de cal em Antoing, Bélgica
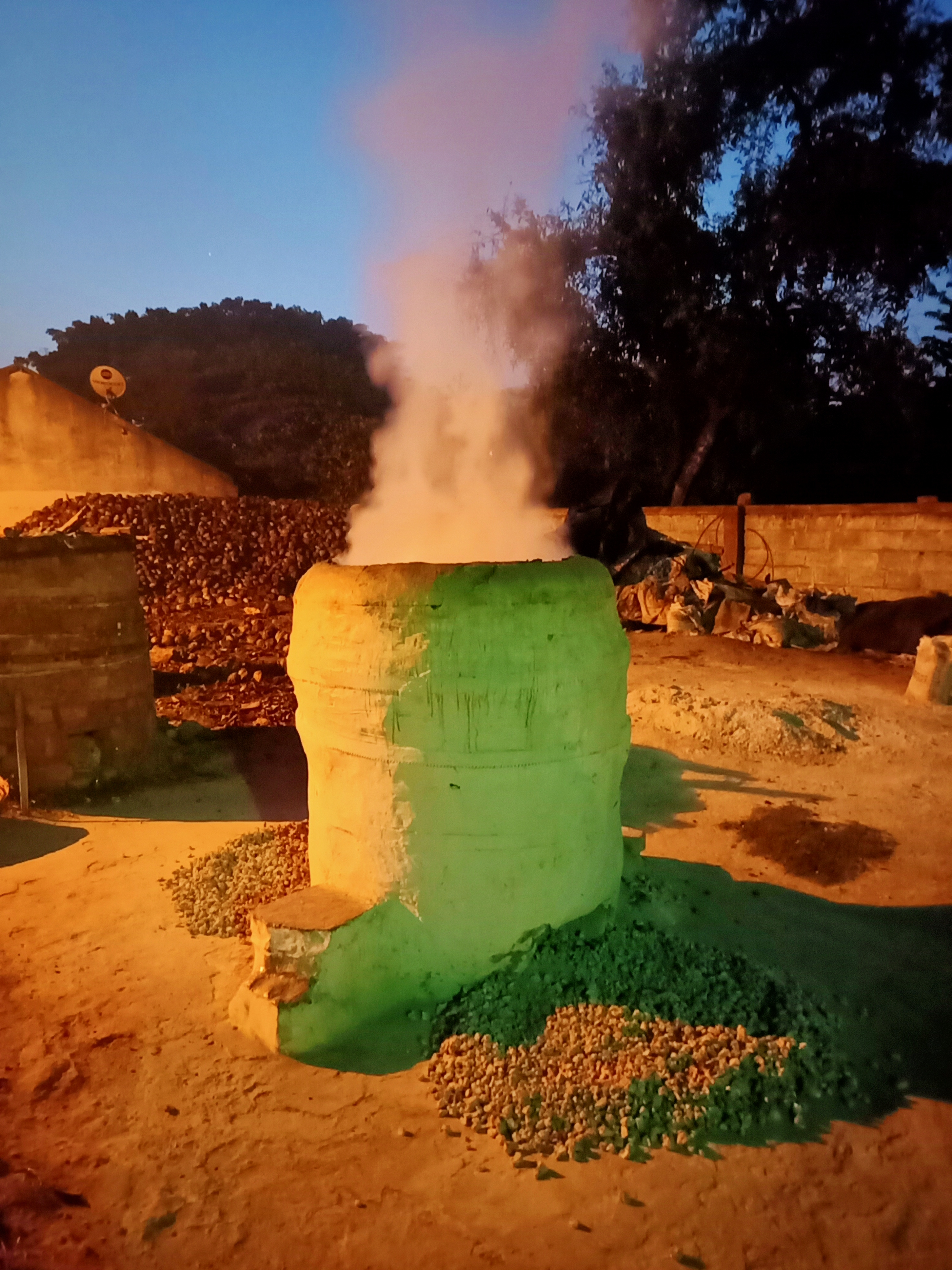
Forno de cal em operação em Kadur, Índia
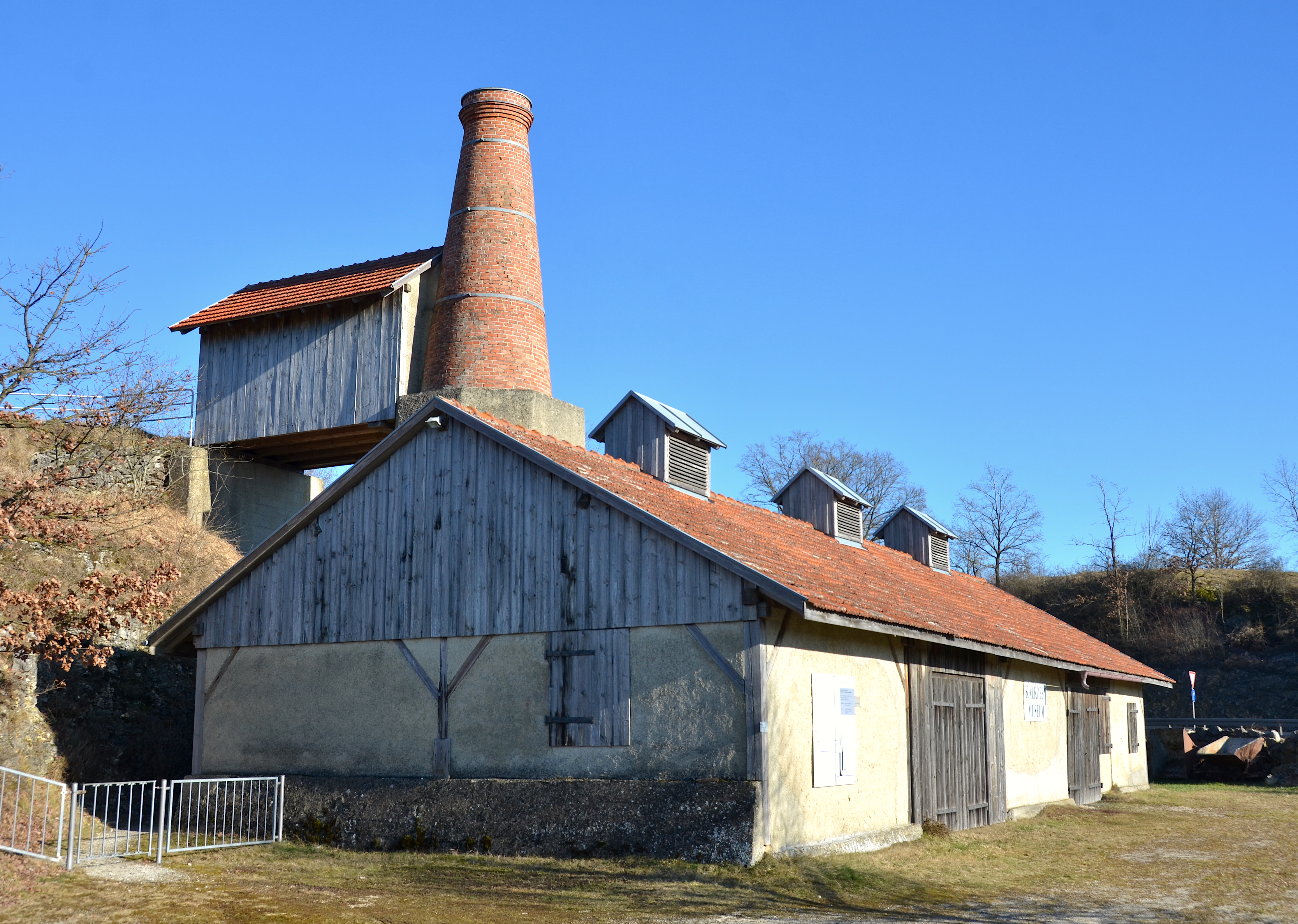
Fornos de cal em Untermarchtal, Baden-Württemberg
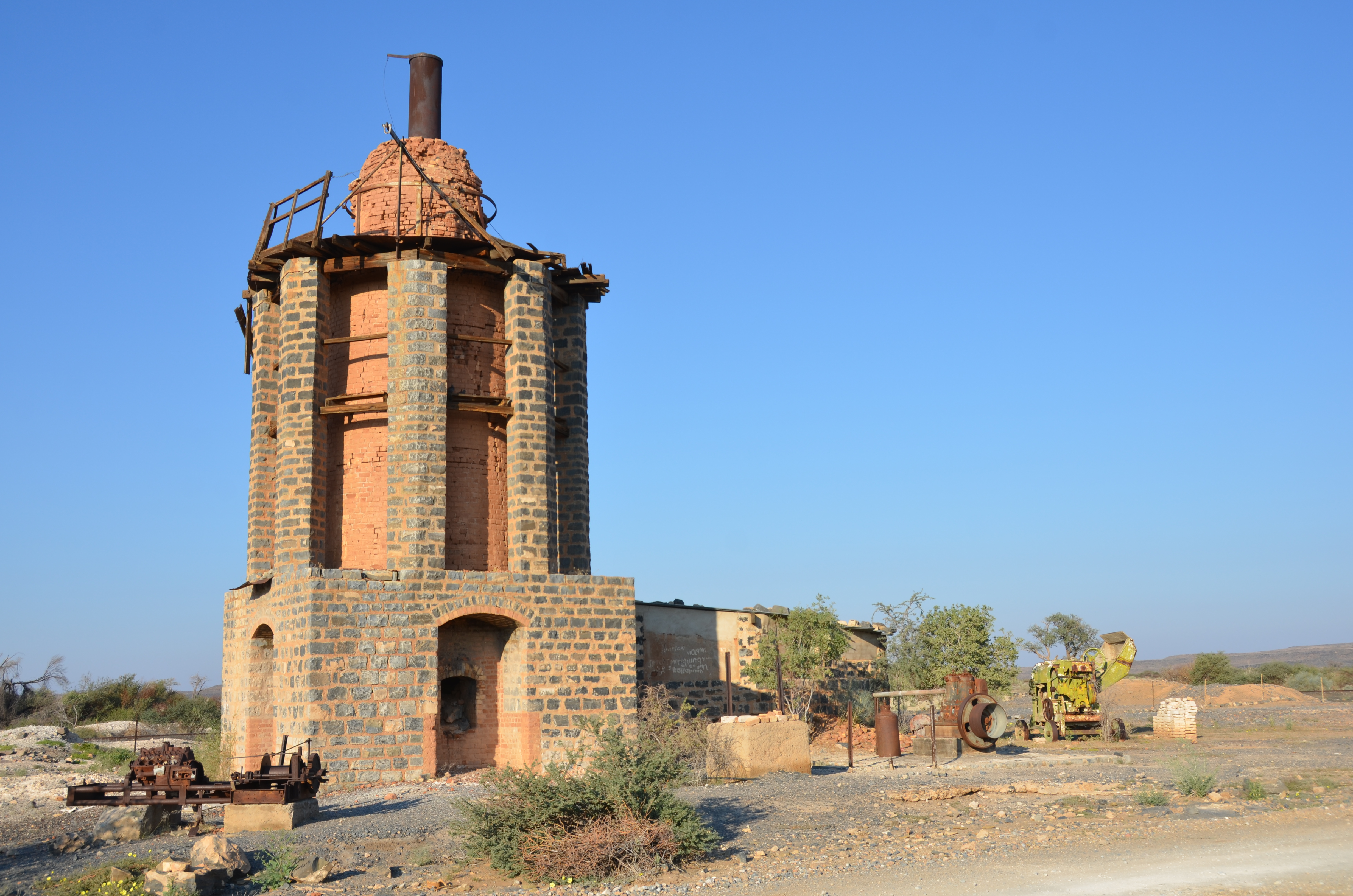
Fornos de cal em  Simplon, Namíbia